# 菊池ひみこ
菊池 ひみこ（きくち ひみこ、1953年〈昭和28年〉3月2日 -  ）は、日本人ジャズピアニスト、キーボード奏者、作曲家、編曲家。

## 来歴
宮城県仙台市で生まれ、宮城県塩竈市で育ち、1歳でクラシックピアノを学び始めた。7歳から、宮城学院女子大学音楽科の古賀るい子と東京芸術大学教授・堀江孝子の指導を受ける。ヤマハエレクトーンコンクールに12歳で出場し、ヨハン・ゼバスティアン・バッハ の トッカータとフーガ ニ短調 の演奏で第2位を受賞した。

## 音楽キャリア
吉田拓郎、上條恒彦、五輪真弓などのボーカリストやミュージシャンと共演した後、1975年頃からジャズピアニストの藤井貞泰に師事。1979年7月11日、スイス の モントルー・ジャズ・フェスティバル において、三木敏悟＆インナーギャラクシー・オーケストラにキーボード奏者として参加。
1980年、テイチクレコードのサブレーベルContinentalからデビュースタジオアルバム『Don't Be Stupid』をリリースした。1981年、アメリカのミュージシャン Richie Cole のアルバム『Cool "C"』のトラックをアレンジした。
次のアルバム『Flashing』（1981年）、『All Right』（1982年）、『Woman』（1983年）、『Reverse It』（1984年）はすべてContinentalからリリースされた。
1987年のアルバム『Flying Beagle』と1988年のアルバム『Sevilla Breeze』は CBS/Sony Records からリリースされた。
1993年の映画『新極道の妻たち 覚悟しいや』の音楽を作曲した。RCAレコード からリリースされたアルバム『Beam』は、同映画のサウンドトラックである。
1997年4月から1999年3月まで、NHK教育テレビの幼児向け番組「おかあさんといっしょ」で放送された短編アニメ「スプーンひめのスイングキッチン」の音楽を担当する。イメージソング「スプーンひめはきょうもスプーン」、挿入歌「ゆめをひとさじ」２曲とも作詞：冬杜花代子/作曲・編曲：菊池ひみこ/うた：速水けんたろう、茂森あゆみ。
2002年、鳥取県で開催された第17回国民文化祭で、音楽監督およびオーケストラの指揮を務めた。2005年には、同県で開催された第17回全国生涯学習祭の開会式で「ふるさと ～Home In My Soul」を演奏。同年、第30回鳥取市文化賞を受賞。
2021年には、夫の松本正嗣とともに「菊池ひみこ・松本正嗣音楽生活50周年記念コンサート」を開催した。
2024年2月14日にはCBS/SONY期の2枚がSONYのサブレーベル、ALDELIGHTより再発。
2024年5月29日にはContinentalから発売されたアルバムがSpotifyやYoutube Musicなどのサブスクリプション型音楽サービスサイトでリリースされた。

## 私生活
ギタリストの松本正嗣と結婚しており、1999年に一緒に鳥取に移住した。

## ディスコグラフィ

### スタジオ・アルバム
- 「Don't Be Stupid」 (Continental、1980年)
- 「Flashing」 (Continental、1981年)
- 「All Right」（Continental、1982年）
- 「Woman」 (Continental、1983年)
- 「Reverse It」（Continental、1984年）
- 「森羅万象」（Continental、1985年）
- 「Flying Beagle」（CBS/SONY、1987年）
- 「Sevilla Breeze」（CBS/SONY、1988年）
- 「Beam」(RCA、1993年)[6]

### ベスト・アルバム
- 「Himiko The Best "Refrain"」（Continental、1984年）
- 「Feel So Good　Himiko The Best Vol-2」（Continental、1986年）
- 「HIMIKO KIKUCHI BEST COLLECTION」（Continental、1988年）